# Било једном у Кини 2
Било једном у Кини 2 (енгл. Once Upon a Time in China II) је акциони филм из 1992. године.

## Радња
Леонг Фун и 13-та тетка Сиу Кван путују возом у Кантон гдје Вонг присуствује конференцији лекара из Кине и иностранства. Међутим, тамо постоје два проблема-корумпирани властодржци и локална секта звана Бели Лотос која је повезана са Боксерским Устаницима немилосрдно убијајући досељене Европљане и остало некинеско становништво. Вођа им је бивши шаолински монах Кунг који је отпоран на хладно оружје захваљујући способности контролисања чи енергије.
Ту Вонг упознаје и револуционара Суена Јатсена спријатељивши се са њим и почиње његов окршај са сектом. У британској амбасади сазнаје да је врховни мандарин повезан са побуњеницима Белог Лотоса. Приликом напада на амбасаду, мандарин пушта да секташи поубијају европске трговце који су побегли у амбасаду, али их Вонг спречава у томе и велики број их гине у окршају са њим. Потом Вонг и Сунов пријатељ Лук Хо Донг крећу заједно ка Храму Небеске Светлости и тамо се коначно Вонг обрачунава се сектом и бе проблема успева поразити Кунга. Кунг тад покуша убити Лука, али га Вонг баца са литице и он се набоде на прст од споменика богиње Ву Шенг Лао Му (дословно "Нерођена Мајка") и умре.
Затим се Вонг обрачунава са мандарином и у тешкој борби га успева победити, али ту гине и Лук, од стране локалних војника.
Након што је све завршено, Вонг са пријатељима путује у Пекинг, гдје га чекају још већа изненађења.

## Улоге
| Глумац        | Улога |
| ------------- | --- |
| Џет Ли        | Вонг Феи Хонг, кинески доктор и револуционар, главни лик                                                             |
| Розамунд Кван | Сиу Кван (13-а тетка), Вонгова рођака, заљубљена у њега                                                              |
| Макс Мок      | Леунг Фун, Вонгов ученик, неозбиљни шаљивџија                                                                        |
| Дони Јен      | Капетан Наплан, корумпирани манџурски чиновник, главни негативац                                                     |
| Хунг Јам Јам  | Гау Кунг Цан Јан (дословно "Монах од Девет Палата"), бивши шаолински монах и вођа секте Бели Лотос, главни негативац |
| Јен Си Кван   | Манџурски корумпирани генерал                                                                                        |
| Џанг Тие Лин  | Суен Јатсен, кинески револуционар и државник                                                                         |
| Пол Фонороф   | Британски конзул |